# Rozina sebranec (film)
Rozina sebranec je české filmové drama režiséra Otakara Vávry z roku 1945. Tento film vznikl na motivy stejnojmenného románu Zikmunda Wintera.

## Tvůrci
- Námět: Václav Řezáč, Zikmund Winter román Rozina Sebranec
- Scénář: Otakar Vávra
- Hudba: Jiří Srnka
- Zvuk: František Šindelář
- Kamera: Jan Roth
- Výtvarník: Jan Zázvorka
- Střih: Antonín Zelenka
- Režie: Otakar Vávra
- Ateliéry: Barrandov
- Exteriéry: Praha–Staré Město (Na Františku)
- Další údaje: černobílý, 94 min, drama